# San Gennaro non dice mai no
San Gennaro non dice mai no è una raccolta di racconti di Giuseppe Marotta pubblicata nel 1948.

## Storia editoriale
I racconti sono stati scritti dall'autore nel 1947, in occasione di un viaggio di ritorno nella sua città natale, Napoli, dopo vent'anni di assenza.
Il libro ebbe subito un discreto successo: pubblicato da Longanesi, esaurì la prima edizione dopo un solo mese. Per "farsi perdonare dal santo" per il titolo irriverente, dopo la pubblicazione, Marotta spedì a una zia del Vomero mille lire affinché comprasse un cuore in argento da regalare a san Gennaro.

## Racconti
L'autore manifesta l'attaccamento alla città della sua giovinezza e alle proprie origini, tratteggiando con realismo e umorismo alcuni personaggi caratteristici della città partenopea. In San Gennaro non dice mai no, che segue di poco L'oro di Napoli (1947), Giuseppe Marotta racconta il suo ritorno nella città sconvolta dalla recente guerra, ancora alle prese con la miseria e i patimenti, cui il popolo napoletano tenta di porre rimedio con la pazienza e con il coraggio della sopportazione.

### La inventano
La descrizione di Napoli a marzo, il mese della festa di san Giuseppe e del viaggio in treno dello scrittore di ritorno nella sua città natale, che ritrova ben diversa da come ricordava. La città partenopea è uscita dalla seconda guerra mondiale devastata, che ricorda, nella sua miseria, un romanzo di Victor Hugo.

### Forcella
Il popolare quartiere di Napoli, il 30 marzo 1947 è un brulicare di venditori di sigarette di contrabbando, attività commerciali improvvisate basate sul mercato nero e sulla ricettazione di merci rubate agli Alleati direttamente dai loro camion. Stupefatto dalla varietà dell'offerta, lo scrittore, scherzando, chiede a una venditrice se avesse "una portaerei di tipo recente"; la donna, accettando lo scherzo risponde "Ne sono momentaneameamente sprovvista. Però ho modo e maniera... Se volete avere la bontà di ripassare...".
Tra la folla si infiltrano i taccheggiatori tra cui uno che, vedendo piangere un uomo, derubato della sua penna, gliela restituisce. Camminando per i vicoli lo scrittore assiste al racconto di "Donna Carmela" della prima uscita della figlia Clementina appena sposatasi. Questa tradizione consiste nella prima passeggiata dei neo sposi da soli, dopo la cerimonia, due giorni di banchetto e una settimana chiusi in casa per consumare il matrimonio. La ragazza, figlia di un benestante macellaio di Forcella, incinta di un ufficiale statunitense, immediatamente dileguatosi, viene proposta in moglie al povero pescatore Riccardino che accetta.

### Il mare
A Milano l'autore aveva avuto nostalgia del mare che, anche se non frequentato quotidianamente, è sempre presente con i suoi profumi per tutta Napoli. Al lido di San Giovanni a Teduccio, Marotta ricorda un fuggevole contatto con il braccio di un'amica della sorella, mentre a Bagnoli è legato dai ricordi d'infanzia quando, affetto da un principio di tubercolosi, ne doveva frequentare le spiagge all'Ospizio Ravaschieri. Il vero mare di Napoli è tuttavia quello di Borgo Santa Lucia, di Coroglio e di Posillipo. A via Francesco Caracciolo osserva i pescatori tirare a riva il pescato. Al porto di Napoli discute con un portuale che aveva inutilmente presentato al Governo un'istanza e una proposta per dare stabilità economica ai tantissimi che tentano di sopravvivere con quel male remunerato lavoro.

### Re Giuseppe
(Giuseppe Navarra, San Gennaro non dice mai no)
Nell'aprile del 1947, Marotta incontra Giuseppe Navarra, detto "il re di Poggioreale". L'uomo si preoccupa di risolvere i problemi del vasto e popoloso rione. A lui si rivolgono i questuanti, il sindaco, il questore per ogni necessità, piccola o grande, e a tutti Giuseppe dà ascolto. Nato nel 1898, figlio di un commerciante di tessuti di San Giovanni a Carbonara, entrato in seminario a Nola, non ha terminato gli studi sposandosi nel 1918. Dopo essere emigrato in Francia dove ha lavorato a Marsiglia come sommozzatore, è ritornato a Napoli con la moglie e il figlio, prima come commerciante e poi entrando nel grande affare della demolizione degli edifici pericolanti. All'arrivo degli Alleati, Giuseppe diventa il punto di riferimento e uomo di fiducia a Napoli del colonnello Charles Poletti. Giuseppe è dedito alla beneficenza: ha portato a sue spese la corrente elettrica a Poggioreale, ha costruito case popolari, ha dato un tetto agli indigenti e con il principe Stefano Colonna di Paliano ha riportato a Napoli il 26 gennaio 1947 il Tesoro di san Gennaro custodito a Roma. La moglie di Giuseppe, la quarantenne Teresa Sorrentino, racconta la morte del figlio ventenne durante i bombardamenti e di come egli le appaia spesso in sogno.

### Il capitale
Con l'amico Ubaldo, Marotta visita via dei Vergini, zona di Napoli ricca di artigiani, una gran parte dei quali, quali barbieri e sarti, ricercati in tutt'Italia e all'estero e quindi emigrati. Nelle piccole fabbriche a conduzione familiare lavorano intere generazioni, anche i più piccoli. Guanti, calzature, abbigliamento, vengono creati nei numerosissimi opifici aperti fino a tardi. Nel rione Materdei un'officina fino alle nove di sera, restaura rottami ricreando con maestria automobili. Tutti gli intervistati lamentano che la mancanza di capitale non gli consente di espandere l'attività per soddisfare la grande richiesta di prodotti.

### Di Giacomo
L'autore incontra la vedova di Salvatore Di Giacomo nella sua casa alla Riviera di Chiaia. La donna ricorda il loro amore, inizialmente osteggiato dai parenti, il loro matrimonio e il loro grande amore che ispirò molte opere del Poeta. Donna Elisa ricorda l'avvilimento del marito quando la sua nomina a Senatore non fu convalidata dal Senato del Regno d'Italia. Alla morte del marito Donna Elisa riprese a lavorare come professoressa di lettere in un ginnasio.
Prima di recarsi dalla vedova di Giacomo, Marotta assiste al funerale di "don Michele l'Assistito". L'uomo era ritenuto avere capacità divinatorie e prevedendo le uscite dei numeri del Lotto. Il povero uomo, abbandonato dalla moglie, non viene mai lasciato in pace dalla grande folla di "cabalisti" che tentano di convertire in numeri giocabili ogni sua più piccola azione o sconclusionata affermazione. Ricoverato in ospedale, neanche lì viene lasciato in pace dal gran numero di giocatori e alla sua morte una folla silenziosa partecipa al suo funerale.

### Porzio
Con l'amico Ferdinando, l'autore si reca al tribunale di Napoli per assistere all'arringa del famoso penalista Giovanni Porzio. Nonostante le prove schiaccianti contro i suoi clienti, il "principe del Foro" riesce, con la sua abilità, a ottenere le migliori condizioni per i suoi assistiti fronteggiando il collega Guido Cortese. Nel tribunale Marotta scopre che i processi sono frequentati da accaniti sostenitori dei migliori avvocati che, come allo stadio, parteggiano per i loro beniamini.

### I migliori
Passeggiando con l'amico G. P., cronista "mondano", Marotta ha modo di discutere sul mutato comportamento dell'aristocrazia napoletana e dei personaggi più in luce della città. Prima della guerra la vita culturale partenopea si reggeva sulle feste e sulle iniziative di questi mecenati: il popolo, perciò, adorava senza invidia i personaggi alla moda, gli aristocratici e i ricchi. Ora, invece, gli illustri personaggi non investono più in feste, ricevimenti e celebrazioni, che erano un modo per richiamare l'attenzione del mondo sulla bellezza di Napoli e sul suo fermento. Tutto è cambiato e G. P. si rammarica che nessuno voglia mettersi più in mostra.

### Il cigno
Marotta si chiede se a Napoli esistano ancora compositori talentuosi come Salvatore Gambardella: quella sera alcuni amici gli presentano il maestro Giuseppe Rossetti, autodidatta e musicalmente "analfabeta", ma capace di comporre, canticchiando, stupende melodie che poi sottopone a musicisti perché le trascrivano su pentagramma. In pizzeria Rossetti si racconta: nato nel 1889 nel quartiere Stella di Napoli, dopo le elementari ha lavorato come guantaio e poi, a venticinque anni, è stato assunto nell'Azienda tranviaria di Napoli. Subito dopo essersi sposato ed aver avuto un figlio, ha combattuto nella prima guerra mondiale; è stato ferito e, tornato a casa ha avuto un altro figlio maschio e tre femmine. Autore di canzoni popolari di grande successo, come Napule 'n suonno, Nuttata 'e nustalgia, Mamma e figlia, Passione ardente, Lasselo a chillo, Dicitelo a chi sposa, 'A 'nnammurata d' 'e suonne. La sua prima opera, composta nel 1909, è stata Addio, Cunce'. Nel 1944 arriva il successo di Catena, incisa in Francia e Spagna e inserita in un film. Rossetti si lamenta che la critica ritenga la sua arte troppo "melodrammatica" mentre invece il pubblico apprezza la sua arte "neoclassica". Uscendo dalla pizzeria il Maestro si attarda con un musicista di strada fischiettandogli all'orecchio la sua nuova creazione inedita Rondinella.

### I "pupanti"
Marotta passeggia in via Foria, piena di pizzerie e cinematografi; questi ultimi locali intrattengono non solo i paganti che all'interno assistono alla proiezione, ma anche gruppi di persone che all'esterno, gratuitamente, ascoltano i dialoghi dei film e ricostruiscono con fantasia le storie. Sempre in via Foria vi sono alcuni teatrini dell'opera dei pupi gestiti da storiche famiglie di "pupanti" tra cui i Di Giovanni. Nel teatro di questi, l'autore apprende che le storie rappresentate traggono ispirazione dalle reali vicende dei "guappi" napoletani e che la maestria degli artigiani arricchisce lo spettacolo con effetti speciali sanguinosi; anche gli spettatori contribuiscono alle sceneggiature e alcuni compongono musiche di accompagnamento, senza richiedere nulla in cambio. La passione per quel tipo di rappresentazioni è così grande che molti indigenti elemosinano tutto il giorno per racimolare i pochi spiccioli necessari per il biglietto. In via Foria, Marotta incontra don Espedito Salerno con un passato di truffatore: la sua vicenda è singolare. A diciotto anni è stato costretto a un matrimonio riparatore con Lucia, dopo averla messa incinta. Alternando piccole truffe a lavori precari, finalmente Espedito trova lavoro come postino. La routine quotidiana e le ristrettezze economiche avevano assopito l'amore tra Vincenzo e Lucia fino al giorno in cui l'uomo, durante un giro di consegne, vede la moglie passeggiare per via Chiaia. Senza neanche riflettere, Espedito abborda la donna e la trascina su un prato appartato dove sfogano la loro ritrovata passione. L'amore tra lui e Lucia è rinato. Espedito si licenzia riprendendo l'attività di truffatore.

### I Pellegrini
L'autore si reca all'Ospedale dei Pellegrini, fondato nel 1579 da Fabrizio Pignatelli nella zona Pignasecca. Qui vengono curate le vittime di aggressioni o incidenti. Nel cortile tra l'Ospedale e l'adiacente chiesa è posizionata una campanella che viene suonata ogni volta che arriva un ferito: a tale abitudine si collega il popolare modo di dire con il quale si minaccia di passare alla violenza: "Farò suonare la campanella dei pellegrini". Colloquiando con il professore Tritto che lavora all'Ospedale dal 1902, Marotta viene a sapere che un gran numero di soccorsi include i cosiddetti "sfregi", ossia delle aggressioni perpetrate ai danni di donne da presunti uomini traditi che ne deturpano il volto con vistosi tagli. Per fortuna questa barbara forma di vendetta, che molto spesso prelude a una riconciliazione, sta cadendo in disuso. A tal proposito si ricorda la storia di Amelia, timida e solitaria donna, gravemente sfregiata una sera in un vicolo, senza apparente motivo. Fu portata all'Ospedale dei Pellegrini e inutilmente interrogata dalla polizia. Lo scrittore sospetta che la donna si sia autoinflitta la ferita, bisognosa di attenzioni. Fu proprio grazie all'inaspettata notorietà, dovuta alla curiosità del popolino, che la donna conobbe il suo futuro marito.

### Riviera
Marotta lascia Napoli per visitare i paesi della costiera: Castellammare di Stabia, con le sue frequentatissime terme e i suoi cantieri navali che nel 1786 vararono la loro prima nave, la corvetta Stabia, sotto il regno dei Borboni. Dopo Castellammare, visita Amalfi, il suo Duomo ove, tre volte l'anno, si verifica il "miracolo di sant'Andrea". Il giorno dopo visita Salerno, nella quale i danni causati dagli scontri successivi allo sbarco a Salerno degli Alleati sono stati quasi tutti riparati, e poi a Sorrento; qui l'autore si perde, godendone le bellezze. Il giorno dopo si reca a Capri e, pur ammirando il luogo, si rammarica per i troppi turisti che la snaturano, apprezzando maggiormente il carattere più riservato di Anacapri.

### Il Kedivè
Sbarcando dal traghetto di Capri, Marotta riconosce tra i facchini del porto un anziano uomo le cui vicende, anni addietro, erano state riportate dai giornali e per le quali era stato soprannominato il Kedivè. Raffaele Angrisani era ossessionato dalle donne e faceva la bella vita sottraendo prodotti dal magazzino dello zio, un grossista di medicinali, per rivenderli al dettaglio. Don Raffaele inizia a frequentare un'attricetta del teatro e, messo alle strette dal marito, conclude con questi un contratto con il quale, in cambio di denaro, si legittima a convivere con la donna, "Mimì d'Orange". Tre anni dopo i traffici di Raffaele vengono scoperti dallo zio e l'uomo tenta di convincere Mimì a tornare sulle scene. La donna rifiuta di lavorare in Italia e ottiene un contratto in Egitto. Raffaele la segue lasciando il figlio, nel frattempo nato dall'unione, a Napoli. L'avvenenza della donna viene notata dal Kedivè e sottratta all'uomo per essere inclusa nell'Harem del notabile egiziano. Raffaele si oppone, rivendica i suoi diritti "contrattuali" con Mimì ma, minacciato, pavidamente ritorna a Napoli. Anni dopo il Kedivè fa visita a Napoli accompagnato dalle mogli: Raffaele è tra la folla con il figlio, tentando di attirare l'attenzione di Mimì sventolando il contratto sottoscritto con l'ex marito. Tuttavia la donna è velata e, tra le molte altre mogli del Kedivè, non si fa riconoscere da Raffaele.

### L'ostessa
Ai primi di giugno Marotta va a pranzare nel celebre ristorante della "Zi Teresa" a Santa Lucia. Il locale è pieno di avventori forestieri e napoletani, meta di posteggiatori che intrattengono con canzoni e lazzi i clienti e di questuanti. Nell'ormai anziana ostessa non si riconoscono più la giovanile bellezza e l'energia con la quale, agli inizi della "carriera", vendeva taralli ai marinai. A settantasei anni, ha perso tutti i suoi dieci figli e le rimangono solo pochi nipoti e e il ristorante che, stancamente, continua a gestire.

### San Vincenzo
I napoletani sono molto devoti ai loro santi, non solo i più famosi come San Gennaro, San Giuseppe o Sant'Antonio, ma anche i meno conosciuti, eletti a protettori dei loro quartieri. Marotta descrive l'opulenza della festa organizzata in estate al rione Stella in onore del patrono San Vincenzo Ferreri, popolarmente soprannominato "il Monacone". Al Santo sono riservate due feste l'anno: ad aprile la minore e luglio la più imponente. Il comitato preposto si adopera per raccogliere i fondi e organizzare le sfarzose celebrazioni. Tutti gli abitanti, anche i meno abbienti, si prodigano gareggiando in generosità nelle offerte.

### Il Pallonetto
Marotta, prima di intraprendere la carriera di scrittore e giornalista, quando viveva ancora a Napoli, lavorava per l'Azienda del gas effettuando la lettura dei contatori. Preso da nostalgia, autorizzato dall'Azienda, accompagna un impiegato nei sopralluoghi nella zona del Pallonetto. La visita negli appartamenti e negli scantinati è fonte di considerazioni e di sorprese. Nonostante la zona sia popolare e principalmente abitata da non abbienti, in una pescheria l'autore ha modo di intravedere la cassa piena di banconote, segno di un mercato fiorente. Un appartamento, privo di mobilio, è abitato da una vedova cinquantenne che sbarca il lunario facendo scuola, o meglio, sorvegliando, i bambini delle madri lavoratrici nelle vuote stanze adibite ad aule. Alcune case sono sfarzose, proprietà di bottegai arricchitisi durante la guerra, perché, come osserva un portinaio, "la guerra non è uguale per tutti". Un ultimo appartamento riserva una sorpresa: l'inquilino lo ha adibito a laboratorio per l'eviscerazione dei polipi prima della vendita. Un gigantesco animale, quasi una piovra, pende dal soffitto.

### Nel vento
Pasqualino Leone vive di espedienti. Innamoratosi di Carmela Toppo, la sposa, ancora diciassettenne e ha con lei un figlio. Di carattere sanguigno e geloso, la picchia spesso, mentre entra e esce di prigione arrestato per truffa o raggiro. Delle dame caritatevoli propongono a Carmela di denunciare il marito e in cambio provvederanno loro al mantenimento del bambino e a trovarle lavoro durante la sua reclusione. Carmela, innamorata nonostante le violenze, rifiuta. Pasqualino, guardato a vista dalla polizia non è più in grado di mettere in atto i suoi raggiri e a provvedere alla famiglia. Un giorno, durante l'ennesimo arresto, si scaglia con violenza contro la polizia guadagnandosi una condanna di quindici anni. Pasqualino è soddisfatto, pensando che in questo periodo, al sostentamento della sua famiglia, provvederà la beneficenza delle dame di carità.

### La voce
In un ristorante sulla Collina dei Camaldoli Marotta incontra il cantante Amedeo Pariante che, data la sua enorme notorietà, è giunto all'appuntamento con grande riservatezza. Figlio d'un sarto amante della musica, prese dal padre la passione per il canto anche se non poté mai permettersi studi regolari o la possibilità di frequentare il conservatorio. Aveva iniziato a esibirsi come dilettante sul palcoscenico di un teatrino del Vomero. Nel 1935 fu coscritto per la Guerra d'Etiopia e inviato in Abissinia. Nel 1941, poco prima di essere richiamato alle armi in occasione della Seconda guerra mondiale, aveva vinto il concorso nazionale per artisti bandito dall'EIAR. Don Amedeo racconta allo scrittore che una sera, durante un'esibizione al Teatro Gioia a Napoli, era stato prelevato da tre energumeni che, seppure con estrema gentilezza, lo avevano portato a Forcella dove era in corso una festa popolare. Era stato condotto sul palco dove lo aspettavano alcuni musicisti del Teatro San Carlo, anche loro coattamente portati a Forcella. L'esibizione si era rivelata un successo e il cantante, alla fine della serata, era stato riaccompagnato a casa e ricompensato con un'ingente somma che l'artista non aveva potuto rifiutare. Prima di congedarsi dal cantante, Marotta lo convince a intonare la canzone Munasterio 'e Santa Chiara che Don Amedeo canta, come suo stile, "con un filo di voce".

### Pompei
L'autore si reca a Pompei per visitare il famoso Santuario della Madonna di Pompei e gli orfanotrofi lì vicino, uno per i figli dei carcerati e uno per le bambine, rimaste orfane a causa degli orrori della guerra. Con l'occasione ricorda l'ex avvocato Bartolo Longo, uomo di carattere umile, grazie all'impegno del quale si poté erigere il santuario che ospita il quadro dedicato alla Madonna di Pompei, regalato da una suora, pagato solo quattro lire e venerato dai devoti. Nei corridoi dell'orfanotrofio femminile, anch'esso realizzato grazie a Longo, sono custoditi numerosi ex voto. L'autore, testimone delle opere di bene fatte da Bartolo Longo e della sua dedizione alla causa dei più deboli, non ha dubbi sull'esito del suo processo di santificazione.

### Legno, carne
Il barcaiuolo Gennaro T. racconta a Marotta la triste storia di suo figlio Salvatore, morto di malattia a quattro anni. Spentosi durante i disordini delle Quattro giornate, fu impossibile per la famiglia organizzare un vero funerale. Affranto dal dolore, il padre costruì una piccola cassa con alcune tavole rimediate dal letto di casa, essendo pericoloso uscire durante i combattimenti. Con cautela Gennaro raggiunse l'ospedale militare della Trinità e lì consegnò il corpo affinché fosse sepolto. Tuttavia, tornato giorni dopo, scoprì che, a causa di incendio che aveva distrutto gli archivi, l'ubicazione della sepoltura di Salvatore era ignota. Gennaro corse al Cimitero di Poggioreale e iniziò a scavare le fosse più recenti. Quasi subito trovò la cassa del figlio e poté apporre sopra di essa una croce con il nome. Gennaro racconta che a causa delle lungaggini burocratiche e della confusione dell'anagrafe, il figlio non è ancora stato dichiarato morto e che continua a ricevere per questo, regolarmente, la tessera annonaria di Salvatore che la famiglia non ha il coraggio di rifiutare.

### La "Gaiola"
L'autore trascorre un paio di giorni in compagnia di alcuni pescatori di frodo alla Gaiola, tratto di costa tra Posillipo e Marechiaro, dove si trova l'omonimo isolotto. I pescatori sono "bottaiuoli" osia pescano con la dinamite e sono capitanati dall'anziano ed esperto Giovanni B. L'uomo spiega la filosofia della pesca con l'esplosivo, attività pericolosa che spesso lascia invalido chi la pratica: nel gruppo, infatti, vi sono alcuni privi di un braccio, risultato di un errato calcolo della lunghezza della miccia. Nella Grotta del bue marino i bottaiuoli preparano gli esplosivi che, una volta detonati, lasciano storditi o morti i pesci che, venendo a galla vengono rapidamente accaparrati da chiunque accorra. Dice Giovanni B. che l'esplosione "riduce a una sola e definitiva battaglia quella che altrimenti sarebbe una lunghissima serie di scaramucce fra uomini e pesci, con tutte le efferate alternative della guerriglia".

### Nessuno
A Napoli si definisce "zio Nessuno" una persona insignificante, invisibile agli occhi degli altri, di nessuna utilità; seppure la parola "nessuno" sembrerebbe offensiva, tuttavia il sostantivo "zio" restituisce all'appellativo una certa dignità, quasi un soprannome affettuoso. Don Peppino Altamura è uno "zio Nessuno" che ha passato indenne la seconda guerra mondiale, ignorato dalla violenza dei conflitti, incurante della fame patita durante l'occupazione tedesca, scansato dai bombardamenti alleati e dalle insurrezioni delle Quattro giornate di Napoli. Risulta invisibile anche alla Military Police statunitense, almeno fino a quando non tenta di riscattarsi con un'invenzione ingegnosa: inizia a fabbricare degli scheletri a molla racchiusi in piccole bare, che scattano fuori priapici non appena si apre la cassettina. Inizialmente la divertente e irriverente idea ha successo ma ben presto la polizia lo arresta. Don Peppino torna ad essere uno zio Nessuno, dimenticato in prigione.

### Il capitone
Napoli è devota a Gesù bambino e dedica alla sua nascita i tradizionali presepi delle chiese allestiti a Natale. Marotta ricorda con nostalgia i Natali trascorsi da giovane, quando giocava a tombola con i parenti, quando assisteva alla Cantata dei Pastori, e quando, soprattutto, si mangiava il capitone. Sulle tavole partenopee della vigilia non può mancare questo piatto tradizionale: l'animale viene acquistato ancora vivo e la sua esecuzione è una lotta epica, nella quale si cimentano intere famiglie, che lottano contro la sua tenacia. Contrariamente alla sua coriace resistenza e straordinaria forza, la carne del capitone è tenera e il suo sapore rimanda nella memoria dei commensali, il Natale.

## Edizioni
- Giuseppe Marotta, San Gennaro non dice mai no, 1ª ed., Longanesi, 1948.
- Giuseppe Marotta, San Gennaro non dice mai no, Casa Editrice Valentino Bompiani, 1951.
- Giuseppe Marotta, San Gennaro non dice mai no, collana I Garzanti, Garzanti, 1971.
- Giuseppe Marotta, San Gennaro non dice mai no, collana AltroParallelo, Alessandro Polidoro Editore, 2020,  p. 244, ISBN 978-88-85737-402.